# Kanton La Tremblade
La Tremblade is een kanton van het Franse departement Charente-Maritime. Het kanton maakt deel uit van het arrondissement Rochefort.

## Gemeenten
Het kanton La Tremblade omvatte tot 2014 de volgende 6 gemeenten:
- Arvert
- Chaillevette
- Étaules
- Les Mathes
- Saint-Augustin
- La Tremblade (hoofdplaats)

Bij de herindeling van de kantons door het decreet van 27 februari 2014, met uitwerking op 22 maart 2015, werden daar de volgende 3 gemeenten aan toegevoegd:
- Breuillet
- Mornac-sur-Seudre
- Saint-Palais-sur-Mer